# Comuna Kotovka, Mahdalînivka
Kotovka (în ucraineană Котовка) este o comună în raionul Mahdalînivka, regiunea Dnipropetrovsk, Ucraina, formată din satele Kotovka (reședința) și Stepanivka.

## Demografie
Componența lingvistică a satului Kotovka
     Ucraineană (94,45%)
     Rusă (3,69%)
     Alte limbi (0,66%)
Conform recensământului din 2001, majoritatea populației satului Kotovka era vorbitoare de ucraineană (94,45%), existând în minoritate și vorbitori de rusă (3,69%).